# ميكي إيفانز (لاعب كرة قدم بريطاني)
ميكي إيفانز (بالإنجليزية: Micky Evans) (3 أغسطس 1946 بويست بروميتش في المملكة المتحدة - ) هو لاعب كرة قدم بريطاني في مركزي الدفاع والظهير. لعب مع سوانزي سيتي ونادي كرو ألكساندرا ونادي والسول ونادي راشل أوليمبيك وستافورد رينجرز وHalesowen Town F.C. ‏ ونادي ووستر سيتي ونادي ستوربريدج.

## وصلات خارجية
- ميكي إيفانز على موقع قاعدة بيانات كرة القدم.إي يو (الإنجليزية)